# Oscar Quiroga
Oscar Rogelio Quiroga (Bahía Blanca, Argentina; 19 de febrero de 1951) es un exfutbolista argentino que se desempeñaba como arquero. Destacó principalmente en Talleres de Córdoba donde actualmente es el guardameta con más partidos en la institución cordobesa con 264 partidos.

## Trayectoria

### Club Atlético Talleres
Llegó a Talleres a principios de 1973 y permaneció en el club hasta 1981. Se probó en General Paz Juniors sin demasiada suerte. Tras su regreso a Bahía Blanca recibió un telegrama de Talleres para sumarse al plantel superior. Al técnico Miguel Ponce le llegó el rumor de que en Juniors no habían tenido buen ojo y el “colorado” prefirió sumarlo para verlo con un tiempo prudencial. Con 22 años y dentro de un período de transición en el Club, a Quiroga le tocó debutar oficialmente en la séptima fecha del torneo Zonal. Si bien antes jugó un amistoso ante San Lorenzo de Córdoba, su presentación fue tan convincente que el técnico Miguel Ponce no lo sacó más del arco. Hasta el debut del arquero, habían alternado el puesto Ángel Brantel y Carlos Rossi quienes luego de aquella tarde no volvieron a ser titulares en el equipo. A partir de aquel debut oficial en La Boutique, Quiroga se convirtió en un estandarte del arco albiazul. Jugó 9 años en Talleres y con 264 partidos oficiales es el arquero que más veces defendió la valla del Club. Fue parte de la época de oro en donde obtuvo 16 títulos con la institución.

### San Lorenzo
Llegó a San Lorenzo a fines de 1981.Debutó el 21 de febrero de 1982 ante All Boys. Fue campeón con el club en el Campeonato de Primera División B 1982 (Argentina) que consiguió regresar a Los Cuervos a Primera División. Estuvo en San Lorenzo hasta 1984; jugó un total de 63 partidos oficiales con San Lorenzo.
Fue arquero en un partido amistoso con la Selección Argentina en el año 1975 y fue titular en el Torneo Preolímpico de Cali, Bogotá Pereira y Barranquilla (Colombia)  año 1980 el equipo había clasificado a los Juegos Olímpicos de Moscú de ese año pero lamentablemente por el boicot soviético por la ocupación del ejército en territorio de Afganistán en 1979 y por este motivo no los pudo disputar.

## Clubes
| Club                    | País      | Año         |
| ----------------------- | --------- | ----------- |
| Talleres (Córdoba)      | Argentina | 1973 - 1981 |
| San Lorenzo (CABA)      | Argentina | 1982-1984   |
| Junior (Barranquilla) * | Colombia  | 1985        |
| Belgrano (Córdoba) *    | Argentina | 1986-1987   |

```
*En los 2 casos tanto en Junior de Barranquilla (Colombia) y Belgrano de Córdoba (Argentina) fue reserva y suplente.
```

## Palmarés

### Clubes
| Título          | Club        | País      | Año  |
| --------------- | ----------- | --------- | ---- |
| Copa Hermandad  | Talleres    | Argentina | 1977 |
| Torneo Nacional | San Lorenzo | Argentina | 1982 |

### Selección
| Título             | Selección | Año  |
| ------------------ | --------- | ---- |
| Torneo Preolímpico | Argentina | 1980 |